# Murder Princess
Murder Princess (jap. マーダー·プリンセス, Mādā Purinsesu) ist eine Mangareihe von Sekihiko Inui. Aufbauend auf dem 2004 erstmals publizierten Manga entstand 2007 eine Original Video Animation.

## Inhalt
Im Jahr 672 der Shandina-Periode steht das Königreich Vorland kurz vor dem Untergang. Der verrückte Wissenschaftler Dr. Akamashi, dieser war zuvor selbst Angestellter am Hof, plant nun eine Revolution. Er hat eine Armee von Ghouls sowie zwei gefährliche Androiden erschaffen, die ihm dabei helfen das Königreich in die Knie zu zwingen. Die beiden Androiden Yuna und Ana haben zwar die Gestalt von zwei niedlichen Mädchen, jedoch sind sie die stärksten Waffen des Professors. Ihre Extremitäten können sich nämlich blitzschnell in Raketenwerfer, Stichwaffen oder Teleskoparme verwandeln. Die Soldaten Vorlands können dem mächtigen Angriff nur kurz standhalten und müssen sich schließlich ergeben.
Der König wird daraufhin kaltblütig ermordet, seiner Tochter Prinzessin Alita gelingt es allerdings, dank eines raffinierten Tricks zu fliehen, da eine Doppelgängerin vorübergehend ihren Platz einnimmt. Die echte Prinzessin kann schließlich in den dunklen Wäldern entkommen. Doch auch hier ist sie nicht in Sicherheit, im düsteren Gehölz verstecken sich noch weitaus düstere Kreaturen. Als die Prinzessin an einer Klippe von einem dieser furchterregenden Monster in die Enge getrieben wird, kommt ihr zufällig die ebenfalls anwesende Kopfgeldjägerin Falis zur Hilfe. Diese wird begleitet von Dominikov, einem nicht zu unterschätzenden Wicht mit Totenschädeln, und dem Koloss Pete im Rocker-Outfit. Doch bevor der Kampf überhaupt beginnen kann, verliert Prinzessin Alita durch eine ungeschickte Bewegung das Gleichgewicht und zieht Falis und sich selbst in die Tiefe der Schlucht. Im Angesicht des Todes werden die Seelen der beiden Mädchen vertauscht, bevor sie schließlich vor dem Aufprall von Dominikov und Pete aufgefangen werden. Jetzt müssen beide im Körper der jeweils Anderen leben. So schlägt die Prinzessin Falis vor, dass sie im Körper der Thronfolgerin regieren kann, wenn es ihnen gelingt, Dr. Akamashi vom Thron zu vertreiben.
Es gelingt den Vieren, den Thron zurückzuerobern, doch können Yuna und Ana fliehen. Nun nimmt Falis den Platz der Regentin ein, überwacht von Alita, die in die Rolle ihrer ermordeten Kammerzofe schlüpft, und dem Zeremonienmeister. Außer dem innersten Kreis des Hofes weiß niemand vom Rollentausch der Prinzessin und der Kopfgeldjägerin.

## Veröffentlichung
Der Manga erschien von 2005 bis 2007 im Manga-Magazin Comic Dengeki Daiō des Verlags Media Works. Die Kapitel erschienen auch in zwei Sammelbänden. Broccoli Books veröffentlichte diese auf Englisch, Taifu Comics auf Französisch.

## Anime-Adaption
Auf Grundlage des Mangas wurde 2007 eine sechsteilige OVA-Reihe von Bee Train unter der Regie von Tomoyuki Kurokawa produziert. Das Charakterdesign entwarf Yoshimitsu Yamashita und die künstlerische Leitung hatten Shin Watanabe und Yoshimi Umino inne. Marvelous Entertainment veröffentlichte den Anime in Japan 2007 auf DVD.
Anime Virtual veröffentlichte die OVA am 30. Juni 2008 in Deutschland, Österreich, der Schweiz und Polen in einer DVD-Box mit 2 DVDs, deren Altersfreigabe mit ab 16 Jahren angegeben war. Der französische Anime- und Manga-Verleger Kazé veröffentlichte die OVA auf Französisch.

### Synchronisation
| Rolle          | Japanischer Sprecher (Seiyū) | Deutscher Sprecher |
| -------------- | ---------------------------- | ------------------ |
| Alita          | Romi Park                    | Sarah Riedel       |
| Thesilia       | Megumi Toyoguchi             | Rubina Kuraoka     |
| Dunkler Ritter | Daisuke Namikawa             | Sven Gehardt       |
| Milano         | Ami Koshimizu                | Josephine Schmidt  |
| Ana / Yuna     | Chiwa Saitō                  | Maria Koschny      |
| Dominikov      | Kazuki Yao                   | Christian Gaul     |
| Pete Armstrong | Akimitsu Takase              | Tilo Schmitz       |
| Dr. Akamashi   | Hiroshi Tsuchida             | Jörg Döring        |
| Jodu Entolasia | Takkō Ishimori               | Gerald Schaale     |

### Musik
Die Musik der OVA wurde komponiert von Yasufumi Fukuda. Der Vorspanntitel Hikari Sasuhō (ヒカリサスホウ) stammt von BACK-ON. Der Abspann wurde mit Naked Flower von Romi Park unterlegt.

## Rezeption
Das deutsche Fanzine Funime urteilt, die OVA biete trotz einer guten Grundidee „erschreckend einfache Charaktere“, wie die absolut selbstlose Prinzessin. So wirke die Handlung trotz guter Ansätze blutleer und statisch. Positiv abgehoben habe sich einzig das Ende. Die Zeichnungen seien „nicht wirklich überragend“ und die Animation auffallend einfach. Der Soundtrack sei wenig passend und die deutsche Synchronisation trotz gut gewählter Stimmen hölzern.